# Notus (Idaho)
Notus es una ciudad ubicada en el condado de Canyon en el estado estadounidense de Idaho. En el Censo de 2010 tenía una población de 531 habitantes y una densidad poblacional de 536,36 personas por km².

## Geografía
Notus se encuentra ubicada en las coordenadas 43°43′37″N 116°48′2″O / 43.72694, -116.80056. Según la Oficina del Censo de los Estados Unidos, Notus tiene una superficie total de 0.99 km², de la cual 0.98 km² corresponden a tierra firme y (1.57%) 0.02 km² es agua.

## Demografía
Según el censo de 2010, había 678 personas residiendo en Notus. La densidad de población era de 683,49 hab./km². De los 678 habitantes, Notus estaba compuesto por el 57.37% blancos, el 0.15% eran afroamericanos, el 1.92% eran amerindios, el 0.29% eran asiáticos, el 0% eran isleños del Pacífico, el 14.45% eran de otras razas y el 4.13% pertenecían a dos o más razas. Del total de la población el 23.3% eran hispanos o latinos de cualquier raza.